# Шолль, Генрих фон
Генрих фон Шолль (нем. Heinrich von Scholl, 27 апреля 1815 — 15 мая 1879) — австро-венгерский военачальник, министр ландвера Цислейтании, генерал-майор. Возглавлял министерство ландвера (вооружённых сил австрийской части страны) в правительствах Карла Зигмунда фон Гогенварта и Людвига фон Гольцгетана.